# Povodí Havoly

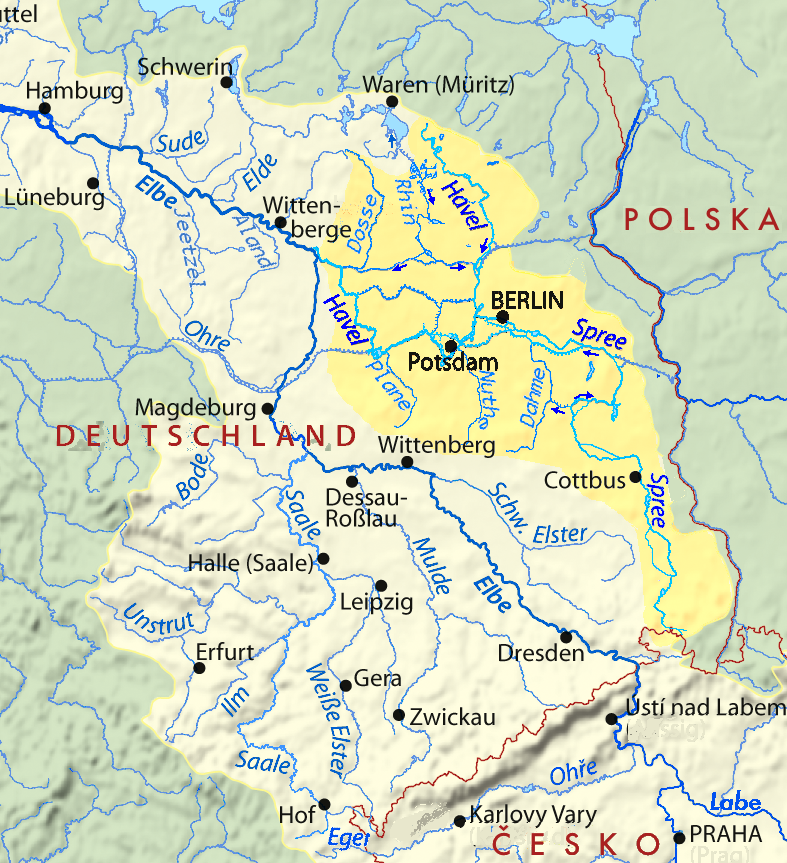
mapa povodí Havoly

Povodí Havoly je povodí řeky 2. řádu a je součástí povodí Labe. Tvoří je oblast, ze které do řeky Havoly přitéká voda buď přímo nebo prostřednictvím jejich přítoků. Jeho hranici tvoří rozvodí se sousedními povodími. Na jihu je to povodí Černého Halštrova a menších přítoků Labe, na západě rovněž povodí menších pravostranných přítoků Labe a na východě povodí Odry. Na severu jsou to pak povodí menších přítoků Štětínského zálivu a povodí Elde. Nejvyšším bodem povodí je s nadmořskou výškou 608,1 m Hrazený ve Šluknovské pahorkatině. Rozloha povodí je 23 858 km², z čehož 69,52 km² je na území Česka a 23 788,48 km² na území Německa.

## Správa povodí
Na území Česka se správou zabývá státní podnik Povodí Ohře.

## Dílčí povodí
| povodí        | rozloha km² | nejvyšší bod | nadm.výška m | odtékající řeka | průtok v ústí m³/s |
| ------------- | ----------- | ------------ | ------------ | --------------- | ------------------ |
| Povodí Sprévy | 9858,0      | Hrazený      | 608,1        | Spréva          | 35,6               |
| Povodí Nuthe  | 1935,0      | ...          | ...          | Nuthe           | 8,8                |
| Povodí Rhinu  | 1780,0      | ...          | ...          | Rhin            | 2,8                |
| Povodí Dosse  | 1268,0      | ...          | ...          | Dosse           | 3,2                |
| Povodí Plane  | 639,0       | ...          | ...          | Plane           | 1,5                |
| Povodí Buckau | 427,8       | ...          | ...          | Buckau          | 0,6                |